# Basanal, Shiggaon
Basanal là một làng thuộc tehsil Shiggaon, huyện Haveri, bang Karnataka, Ấn Độ.